# Filologie
Slovo filologie je řeckého původu (φίλος „přítel“, λόγος „slovo“) a znamená doslova „přátelství se slovem“, s naukou aj. Dnes tímto pojmem rozumíme nauku, která studuje daný jazyk spolu s literaturou v něm psanou a s kulturním a historickým kontextem.
Filologie je:
- věda zkoumající jazyk, literaturu a ústní lidovou slovesnost některého národa (národů) na základě literatur a jiných kulturněhistorických děl a památek;
- věda zabývající se zkoumáním jazykového materiálu v literárních textech, výkladech a edicích textů literárních děl.

## Obsah filologií
Filologie se skládá z několika dílčích oborů vztahujících se na dané jazyky a jazykové společnosti, tj.:
1. zdokonalení znalosti daného jazyka praktickými cvičeními;
2. deskriptivní jazykověda, která obeznamuje jak se základními lingvistickými pojmy, tak se současnou strukturou a postavením daného jazyka;
3. historická jazykověda se zabývá historickým vývojem a rozvojem daného jazyka, jak z hlediska gramatického, tak z hlediska fonetického;
4. historická literární věda je literární věda, která zkoumá začátky a další rozvoj písemností vyhotovených v daném jazyce;
5. současná literární věda klade zřetel na současné činnosti v literárním světě společnosti daného jazyka;
6. reálie (viz reálie), které obsahují veškeré vlastnosti a zvláštnosti dotyčných zemí/oblastí, respektive daného kulturního okruhu v oblasti kultury anebo všedního života.

## Příbuzné obory
Filologie se prolíná s jinými vědami, jako jsou:
- historická věda
- etnologie
- geografie
- srovnávací literární věda
- všeobecná jazykověda
- srovnávací jazykověda
- filosofie.

## Specializované filologické obory podle jazyka
Následující seznam není úplný. Jsou v něm uvedeny nejběžnější filologické obory.
Slavistika – nauka o slovanských jazycích a jejich literaturách.
- bělorusistika – nauka o běloruském jazyce a jeho literatuře
- bohemistika – nauka o českém jazyce a jeho literatuře
- bulharistika – nauka o bulharském jazyce a jeho literatuře
- kroatistika – nauka o chorvatském jazyce a jeho literatuře
- makedonistika – nauka o makedonském jazyce a jeho literatuře
- paleoslovenistika – nauka o staroslověnském a církevněslovanském jazyce a jeho písemnictví
- polonistika – nauka o polském jazyce a jeho literatuře
- rusistika – nauka o ruském jazyce a jeho literatuře
- serbistika – nauka o srbském jazyce a jeho literatuře
- slovakistika – nauka o slovenském jazyce a jeho literatuře
- slovenistika – nauka o slovinském jazyce a jeho literatuře
- sorabistika – nauka o lužické srbštině a literatuře v ní psané
- ukrajinistika – nauka o ukrajinském jazyce a jeho literatuře

Germanistika (v širším smyslu slova) – nauka o germánských jazycích a jejich literaturách
- germanistika (v užším smyslu slova) – nauka o německém jazyce a jeho literatuře (Některé univerzity se vyhýbají názvu „germanistika“, nazývajíce obor „německá filologie“.)
- nederlandistika – nauka o nizozemském jazyce a jeho literatuře
- skandinavistika/nordistika – nauka o severogermánských jazycích (tj. skandinávských, resp. severských) a jejich literaturách
- anglistika – nauka o anglickém jazyce a jeho literatuře
- amerikanistika – nauka o americké angličtině a její literatuře
- jidistika (německy Jiddistik) – nauka o jazyce jidiš a v něm psané literatuře[2]

Romanistika – nauka o románských jazycích a jejich literaturách
- francistika – nauka o francouzštině a francouzské literatuře (Na většině univerzit se užívá spíše označení „francouzská filologie“.)
- italianistika – nauka o italštině a italské literatuře
- hispanistika – nauka o španělštině a španělské literatuře
- lusitanistika – nauka o portugalském jazyce a jeho literatuře
- rumunistika – nauka o rumunštině a rumunské literatuře

Baltistika – nauka o baltských jazycích a jejich literaturách
- lettonistika – nauka o lotyštině a lotyšské literatuře
- lit(h)uanistika – nauka o litevštině a litevské literatuře

Orientalistika – nauka o orientálních jazycích a jejich literaturách
- arabistika – nauka o arabském jazyce a jeho literatuře
- turkologie – nauka o turkických jazycích a jejich literaturách
- Íránistika – nauka o íránských jazycích a jejich literaturách
- indonesistika – nauka o indonéských jazycích a jejich literaturách
- japanologie – nauka o japonštině a japonské literatuře
- koreanistika – nauka o korejštině a korejské literatuře
- tibetanistika – nauka o tibetštině a tibetské literatuře

Sinologie – nauka o čínských jazycích a jejich literaturách
Uralistika – nauka o uralských jazycích a jejich literaturách
- ugrofinistika – nauka o ugrofinských jazycích a jejich literaturách
- hungaristika – nauka o maďarštině a maďarské literatuře

### Přesahující filologie
- indoevropeistika
- srovnávací jazykověda
- klasická filologie

## „Menší“ jazyky
Stojí za pozornost, že některé „malé“ jazyky – dosud – netvoří vlastní filologii, nýbrž jsou pojednávány pod filologií zastřešujícího „většího“ jazyka anebo srovnávací jazykovědou. To se například týče baskického jazyka, který figuruje na mimošpanělských univerzitách pod hispanistikou, a indiánských jazyků, které najdeme buď též pod hispanistikou, pokud se jedná o jazyky domorodců Latinské Ameriky, anebo pod amerikanistikou, pokud jde o indiánské jazyky na severní části amerického kontinentu.
Na některých univerzitách figurují africké jazyky pod etnologií.